# Kopytov
Kopytov je vesnice na česko-polské státní hranici, poblíž soutoku řek Odry a Olše. Kopytov patří pod Šunychl, část města Bohumín v okrese Karviná v Moravskoslezském kraji. První zmínka o Kopytově je z roku 1480, kdy bylo v bahnitém pralese postaveno devět dřevěných chalup. Kopytov leží na ostrohu mezi řekami Odra a Olše. Nachází se zde sbor dobrovolných hasičů s hasičskou zbrojnicí a kaple sv. Jana Nepomuckého, která byla za války zničena a později opět obnovena. Mezi kaplí a hasičskou zbrojnicí se nachází nejmenší náměstí v Česku, které se nazývá náměstí svatého Floriána s plochou 56 m². Vesnice je situovaná u přírodní památky Hraniční meandry Odry. Ke Kopytovu také patří bývalý přístav na Odře, který vznikl a zanikl v 70. letech 20. století.

## Název
Jméno vesnice bylo odvozeno od osobního jména Kopyto a znamenalo "Kopytův majetek".

## Další informace
Katastrální území Kopytova má rozlohu 2,18 km².
Kopytovem vede cyklostezka a turistické stezky včetně Naučné stezky Hraniční meandry Odry.

## Galerie

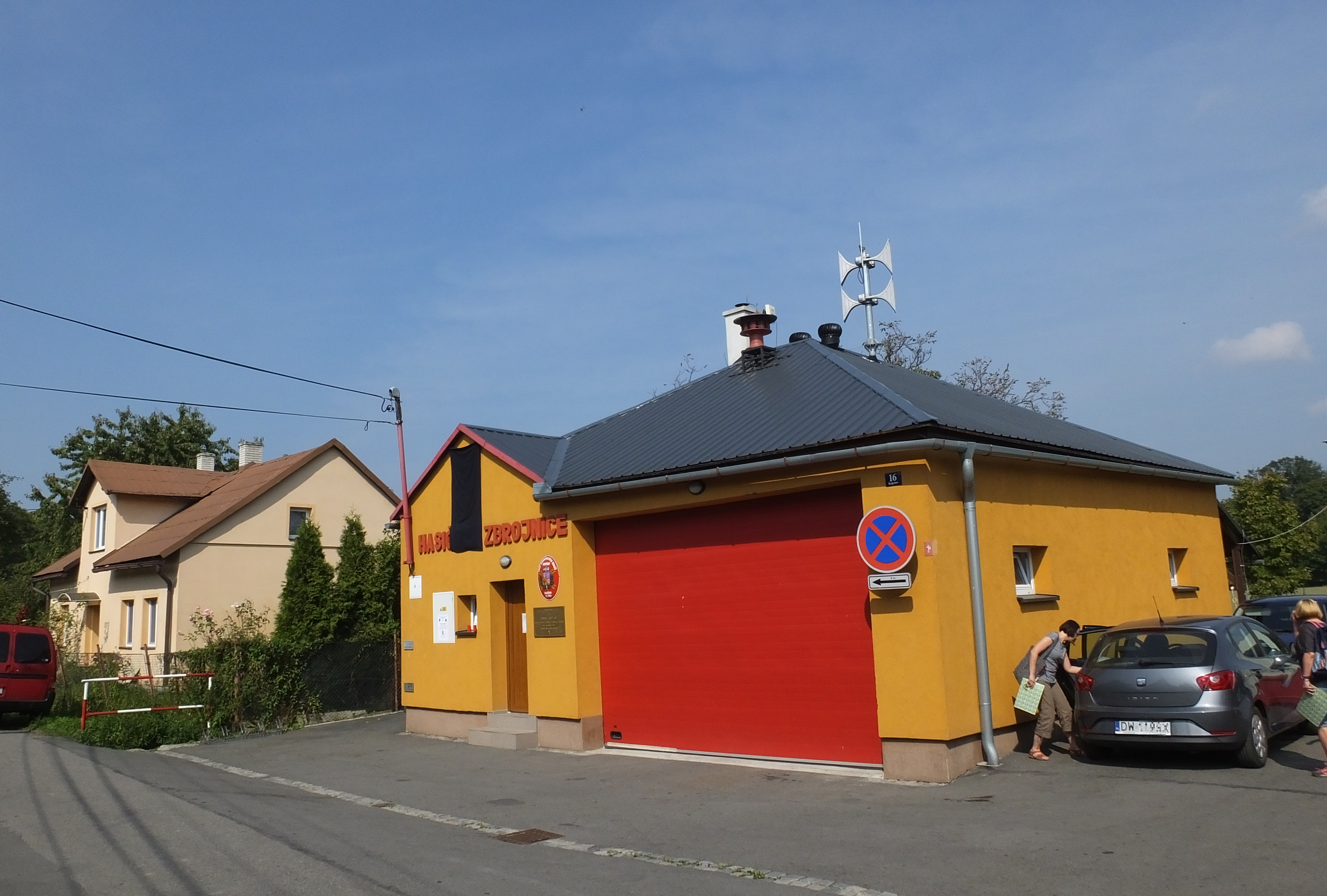
Hasičská zbrojnice
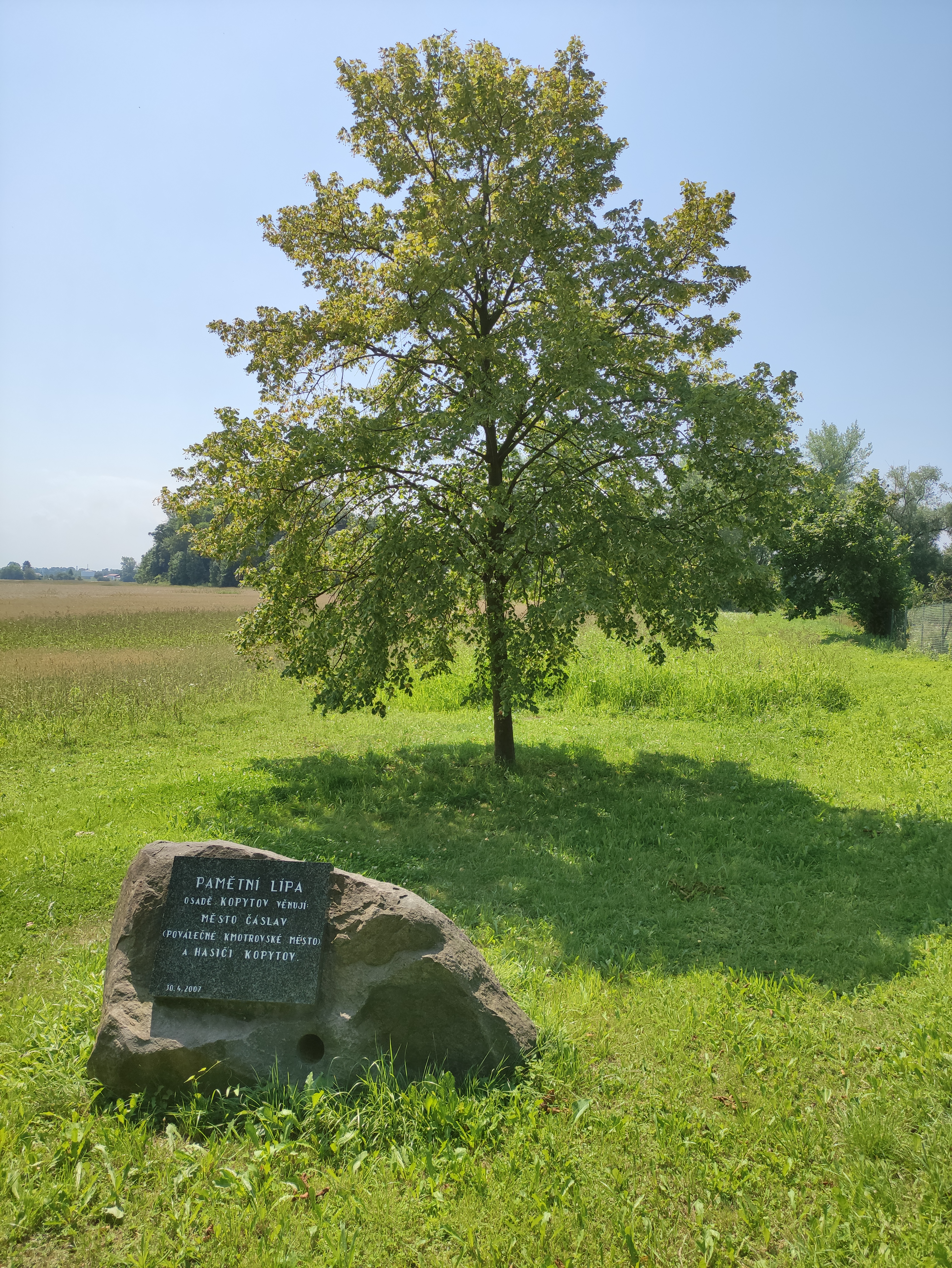
Pamětní lípa
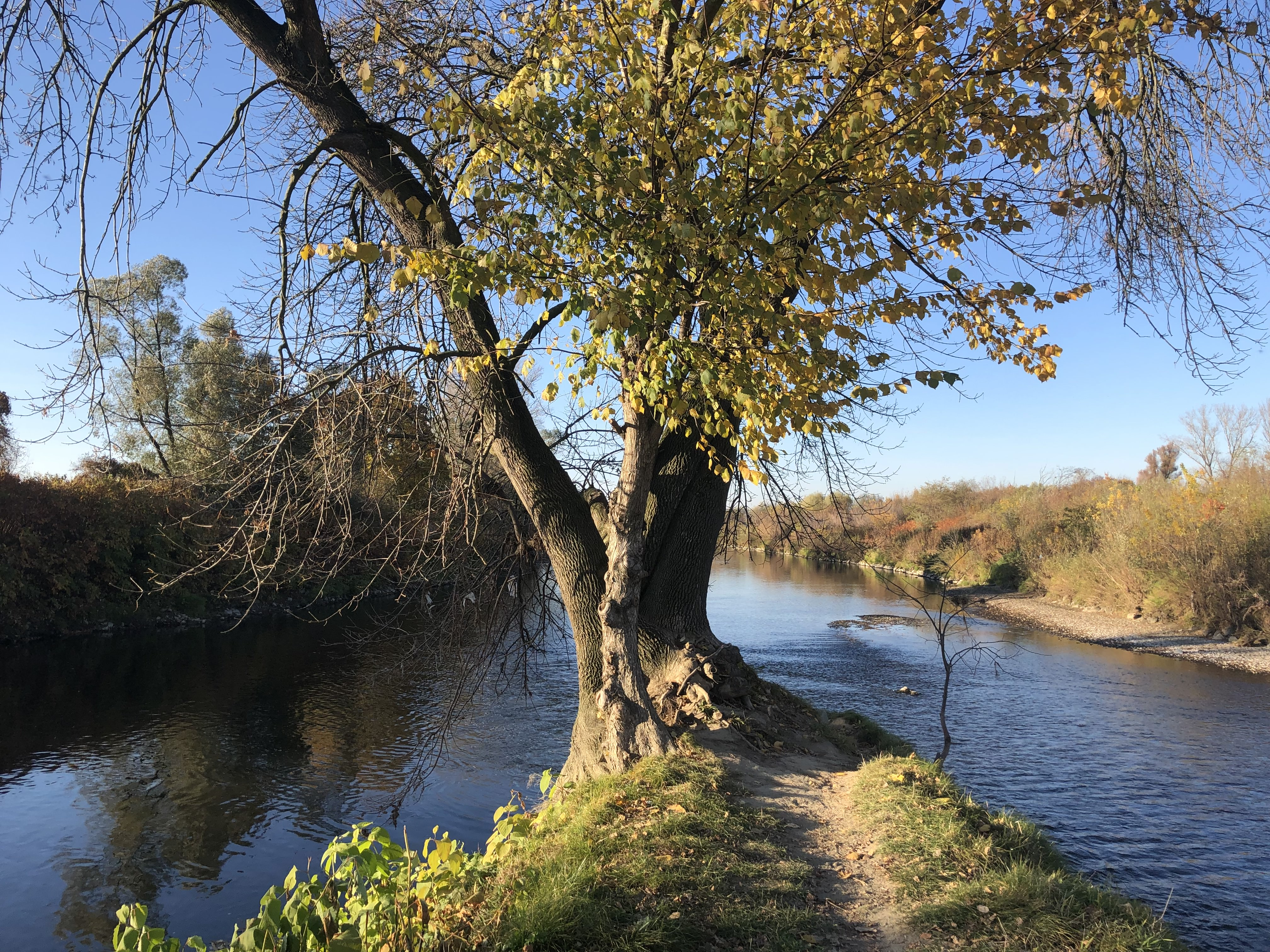
Soutok řek Odry a Olše
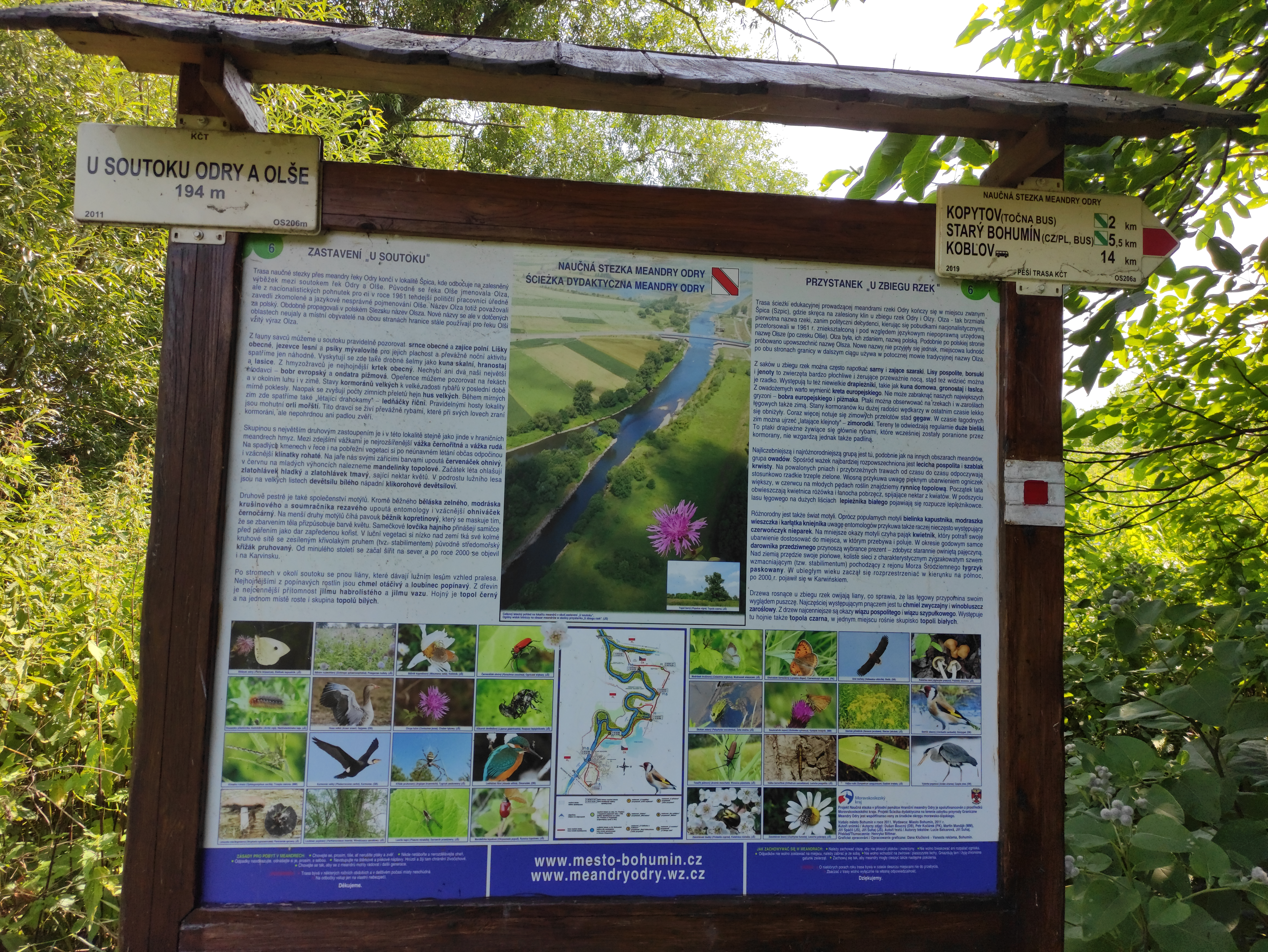
U soutoku Odry a Olše